# Seznam ulic v Broumově
Seznam ulic v Broumově je seznam ulic v Broumově, tj. ve městě v okrese Náchod.
| obrázek | položka na Wikidatech       | pojmenováno po                                  | nachází se v administrativní jednotce | zeměpisné souřadnice             |
| ------- | --------------------------- | ----------------------------------------------- | ------------------------------------- | -------------------------------- |
|         | Alšova                      | Mikoláš Aleš                                    | Broumov                               | 50°36′22″ s. š., 16°19′54″ v. d. |
|         | Barvířské náměstí           |                                                 | Broumov                               | 50°35′9″ s. š., 16°20′11″ v. d.  |
|         | Boženy Němcové              | Božena Němcová                                  | Broumov                               | 50°34′42″ s. š., 16°20′7″ v. d.  |
|         | Branka                      |                                                 | Broumov                               | 50°35′6″ s. š., 16°20′2″ v. d.   |
|         | Bratří Čapků                | bratři Čapkové                                  | Broumov                               | 50°35′31″ s. š., 16°19′36″ v. d. |
|         | Cihlářská                   | cihlářství                                      | Broumov                               | 50°36′24″ s. š., 16°20′9″ v. d.  |
|         | Černá stezka                |                                                 | Broumov                               | 50°35′49″ s. š., 16°19′59″ v. d. |
|         | Československé armády       |                                                 | Broumov                               | 50°35′28″ s. š., 16°19′38″ v. d. |
|         | Dělnická kolonie            | dělník                                          | Broumov                               | 50°36′22″ s. š., 16°20′12″ v. d. |
|         | Dělnické domy               | dělník                                          | Broumov                               | 50°35′ s. š., 16°20′8″ v. d.     |
|         | Dlážděná                    |                                                 | Broumov                               | 50°35′4″ s. š., 16°20′0″ v. d.   |
|         | Družstevní                  | družstvo                                        | Broumov                               | 50°34′39″ s. š., 16°19′49″ v. d. |
|         | Dřevařská                   |                                                 | Broumov                               | 50°34′36″ s. š., 16°20′30″ v. d. |
|         | Dukelská                    | Karpatsko-dukelská operace                      | Broumov                               | 50°36′22″ s. š., 16°20′ v. d.    |
|         | Dvořákova                   | Antonín Dvořák                                  | Broumov                               | 50°34′44″ s. š., 16°20′14″ v. d. |
|         | Generála Svobody            | Ludvík Svoboda                                  | Broumov                               | 50°35′11″ s. š., 16°19′56″ v. d. |
|         | Havlíčkova                  | Karel Havlíček Borovský                         | Broumov                               | 50°35′21″ s. š., 16°20′17″ v. d. |
|         | Hesseliova                  | Johann Georg Adalbert Hesselius                 | Broumov                               | 50°34′50″ s. š., 16°19′28″ v. d. |
|         | Horská                      |                                                 | Broumov                               | 50°36′20″ s. š., 16°20′14″ v. d. |
|         | Hradební                    | Hradba                                          | Broumov                               | 50°35′8″ s. š., 16°19′52″ v. d.  |
|         | Husova                      | Jan Hus                                         | Broumov                               | 50°35′13″ s. š., 16°20′19″ v. d. |
|         | Hvězdecká                   | Kaple Panny Marie Sněžné (Hvězda)               | Broumov                               | 50°34′57″ s. š., 16°19′8″ v. d.  |
|         | Jabloňová                   | jabloň                                          | Broumov                               | 50°35′11″ s. š., 16°20′20″ v. d. |
|         | Jiráskova                   | Alois Jirásek                                   | Broumov                               | 50°34′59″ s. š., 16°19′37″ v. d. |
|         | K Ráji                      |                                                 | Broumov                               | 50°35′23″ s. š., 16°19′47″ v. d. |
|         | Kasárenská                  |                                                 | Broumov                               | 50°35′8″ s. š., 16°20′1″ v. d.   |
|         | Kladská                     | Kladsko                                         | Broumov                               | 50°34′13″ s. š., 16°20′49″ v. d. |
|         | Klášterní                   | Broumovský klášter                              | Broumov                               | 50°35′13″ s. š., 16°19′58″ v. d. |
|         | Komenského                  | Jan Amos Komenský                               | Broumov                               | 50°35′26″ s. š., 16°19′55″ v. d. |
|         | Konečná                     |                                                 | Broumov                               | 50°35′41″ s. š., 16°19′37″ v. d. |
|         | Kostelní                    | Kostel svatého Václava                          | Broumov                               | 50°35′ s. š., 16°20′4″ v. d.     |
|         | Kostelní náměstí            | Kostel svatého Petra a Pavla                    | Broumov                               | 50°35′8″ s. š., 16°19′51″ v. d.  |
|         | Krátká                      | délka                                           | Broumov                               | 50°35′4″ s. š., 16°20′3″ v. d.   |
|         | Křinická                    | Křinice                                         | Broumov                               | 50°34′44″ s. š., 16°19′52″ v. d. |
|         | Lidická                     | Lidice                                          | Broumov                               | 50°34′59″ s. š., 16°20′41″ v. d. |
|         | Lípová                      |                                                 | Broumov                               | 50°35′10″ s. š., 16°19′54″ v. d. |
|         | Luční                       | louka                                           | Broumov                               | 50°35′25″ s. š., 16°20′17″ v. d. |
|         | Máchova                     | Karel Hynek Mácha                               | Broumov                               | 50°35′4″ s. š., 16°19′55″ v. d.  |
|         | Malá kolonie                |                                                 | Broumov                               | 50°34′33″ s. š., 16°19′48″ v. d. |
|         | Malé náměstí                |                                                 | Broumov                               | 50°35′2″ s. š., 16°20′1″ v. d.   |
|         | Mírové náměstí              | mír                                             | Broumov                               | 50°35′9″ s. š., 16°19′56″ v. d.  |
|         | Mládežnická                 |                                                 | Broumov                               | 50°35′24″ s. š., 16°19′52″ v. d. |
|         | Na Hradbách                 |                                                 | Broumov                               | 50°35′4″ s. š., 16°20′5″ v. d.   |
|         | Na Kamenici                 |                                                 | Broumov                               | 50°34′53″ s. š., 16°19′50″ v. d. |
|         | Na Pláni                    |                                                 | Broumov                               | 50°34′47″ s. š., 16°19′50″ v. d. |
|         | Na Příkopech                |                                                 | Broumov                               | 50°35′4″ s. š., 16°20′6″ v. d.   |
|         | Na Výsluní                  |                                                 | Broumov                               | 50°34′56″ s. š., 16°20′40″ v. d. |
|         | Nad Potokem                 |                                                 | Broumov                               | 50°35′12″ s. š., 16°19′42″ v. d. |
|         | Nad Úvozem                  |                                                 | Broumov                               | 50°34′54″ s. š., 16°19′55″ v. d. |
|         | Nádražní                    | železniční stanice                              | Broumov                               | 50°34′52″ s. š., 16°20′20″ v. d. |
|         | Nezvalova                   | Vítězslav Nezval                                | Broumov                               | 50°35′24″ s. š., 16°19′36″ v. d. |
|         | Nová                        |                                                 | Broumov                               | 50°34′56″ s. š., 16°19′18″ v. d. |
|         | Obránců míru                | Mírové hnutí                                    | Broumov                               | 50°35′5″ s. š., 16°20′1″ v. d.   |
|         | Odborářská                  | Odbory                                          | Broumov                               | 50°34′55″ s. š., 16°20′34″ v. d. |
|         | Pionýrská                   | Pionýrské hnutí                                 | Broumov                               | 50°35′28″ s. š., 16°19′48″ v. d. |
|         | Pivovarská                  |                                                 | Broumov                               | 50°35′14″ s. š., 16°19′51″ v. d. |
|         | Pod Strání                  |                                                 | Broumov                               | 50°35′15″ s. š., 16°19′34″ v. d. |
|         | Polákovy domy               | domy pro dělníky firmy Hermann Pollack a synové | Broumov                               | 50°35′4″ s. š., 16°20′48″ v. d.  |
|         | Prokopa Holého              | Prokop Holý                                     | Broumov                               | 50°35′14″ s. š., 16°20′10″ v. d. |
|         | Protifašistických bojovníků |                                                 | Broumov                               | 50°35′3″ s. š., 16°19′59″ v. d.  |
|         | Provaznická                 |                                                 | Broumov                               | 50°34′54″ s. š., 16°19′43″ v. d. |
|         | Přadlácká                   |                                                 | Broumov                               | 50°34′56″ s. š., 16°20′13″ v. d. |
|         | Příčná                      |                                                 | Broumov                               | 50°34′43″ s. š., 16°19′43″ v. d. |
|         | Růžová                      |                                                 | Broumov                               | 50°35′7″ s. š., 16°20′2″ v. d.   |
|         | Rybářská                    |                                                 | Broumov                               | 50°34′54″ s. š., 16°19′16″ v. d. |
|         | Sadová                      | sad                                             | Broumov                               | 50°34′51″ s. š., 16°19′52″ v. d. |
|         | Sídliště Křinické           | Křinice                                         | Broumov                               | 50°34′45″ s. š., 16°19′47″ v. d. |
|         | Sladovnická                 | Slad                                            | Broumov                               | 50°35′7″ s. š., 16°20′8″ v. d.   |
|         | Slepá                       |                                                 | Broumov                               | 50°36′17″ s. š., 16°20′2″ v. d.  |
|         | Slévárenská                 |                                                 | Broumov                               | 50°36′30″ s. š., 16°19′42″ v. d. |
|         | Slunečná                    |                                                 | Broumov                               | 50°35′36″ s. š., 16°19′35″ v. d. |
|         | Smetanova                   | Bedřich Smetana                                 | Broumov                               | 50°34′37″ s. š., 16°20′5″ v. d.  |
|         | Solidarity                  |                                                 | Broumov                               | 50°34′52″ s. š., 16°20′35″ v. d. |
|         | Spojovací                   |                                                 | Broumov                               | 50°35′4″ s. š., 16°19′56″ v. d.  |
|         | Stanislava Opočenského      | odbojář                                         | Broumov                               | 50°35′10″ s. š., 16°19′52″ v. d. |
|         | Strmá                       |                                                 | Broumov                               | 50°35′33″ s. š., 16°19′30″ v. d. |
|         | Střelnická                  |                                                 | Broumov                               | 50°35′9″ s. š., 16°19′45″ v. d.  |
|         | Šaldova                     | František Xaver Šalda                           | Broumov                               | 50°35′2″ s. š., 16°19′37″ v. d.  |
|         | Šalounova                   | Ladislav Šaloun                                 | Broumov                               | 50°35′2″ s. š., 16°19′44″ v. d.  |
|         | Šikmá                       |                                                 | Broumov                               | 50°35′28″ s. š., 16°19′30″ v. d. |
|         | Školní                      | škola                                           | Broumov                               | 50°35′10″ s. š., 16°19′50″ v. d. |
|         | třída Masarykova            | Tomáš Garrigue Masaryk                          | Broumov                               | 50°35′22″ s. š., 16°19′36″ v. d. |
|         | třída Osvobození            |                                                 | Broumov                               | 50°35′35″ s. š., 16°20′24″ v. d. |
|         | třída Soukenická            |                                                 | Broumov                               | 50°35′43″ s. š., 16°20′ v. d.    |
|         | Tyršova                     | Miroslav Tyrš                                   | Broumov                               | 50°35′4″ s. š., 16°20′11″ v. d.  |
|         | U Dolní brány               |                                                 | Broumov                               | 50°34′58″ s. š., 16°20′4″ v. d.  |
|         | U Horní brány               |                                                 | Broumov                               | 50°35′13″ s. š., 16°19′51″ v. d. |
|         | U Jeslí                     |                                                 | Broumov                               | 50°34′56″ s. š., 16°19′38″ v. d. |
|         | U Větrolamu                 |                                                 | Broumov                               | 50°34′50″ s. š., 16°19′37″ v. d. |
|         | U Vodojemu                  |                                                 | Broumov                               | 50°34′53″ s. š., 16°19′37″ v. d. |
|         | V Kopečku                   |                                                 | Broumov                               | 50°34′59″ s. š., 16°20′4″ v. d.  |
|         | Vančurova                   | Vladislav Vančura                               | Broumov                               | 50°34′57″ s. š., 16°19′53″ v. d. |
|         | Větrná                      |                                                 | Broumov                               | 50°34′47″ s. š., 16°19′38″ v. d. |
|         | Wolkerova                   | Jiří Wolker                                     | Broumov                               | 50°35′27″ s. š., 16°19′35″ v. d. |
|         | Zahradní                    | zahrada                                         | Broumov                               | 50°34′56″ s. š., 16°19′47″ v. d. |
|         | Zdeňka Nejedlého            | Zdeněk Nejedlý                                  | Broumov                               | 50°35′25″ s. š., 16°19′47″ v. d. |
|         | Žižkova                     | Jan Žižka                                       | Broumov                               | 50°34′55″ s. š., 16°20′8″ v. d.  |